# György Mészáros
György Mészáros (Budapeste, 30 de abril de 1933) é um ex-canoísta  húngaro especialista em provas de velocidade.

## Carreira
Foi vencedor da medalha de prata em K-1 4x500 m em Roma 1960, junto com os colegas de equipa Imre Szöllősi, Imre Kemecsey e András Szente.
Foi vencedor da medalha de prata em K-2 1000 m em Roma 1960, junto com o seu colega de equipa András Szente.